# Administración de Seguridad en el Transporte

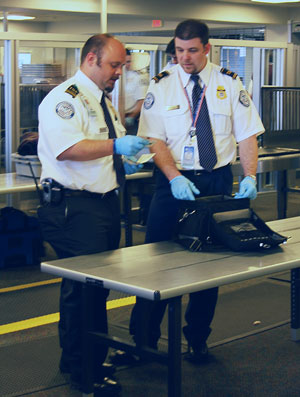
Miembros de seguridad realizando sus labores en el Aeropuerto Internacional Logan, 2007

La Administración de Seguridad en el Transporte (Transportation Security Administration, TSA) es una agencia del Departamento de Seguridad Nacional de los Estados Unidos que gestiona sistemas de seguridad en los aeropuertos, en los Metros y en los ferrocarriles norteamericanos que se implantó tras el atentado del 11 de septiembre de 2001. Tiene 50.000 agentes, inspectores, directores, gestores y policías del aire (air marshals).